# Toverberg
Toverberg, artiestennaam van Lars Kroon (IJlst, 1986) is een Nederlandse singer-songwriter en bassist. Hij was eerder bekend als bassist van Go Back to the Zoo (2008 - 2016), zanger/bassist van St. Tropez (2016 - 2018) en onder zijn eerdere soloproject Lars and the Magic Mountain (2020 - 2021). Als Lars and the Magic Mountain bracht hij het album Everything Looks Good From Here en als Toverberg de albums Happy Life, Tranen in de wind en De rusteloze materie uit.

## Biografie
Kroon begon in 2008 met het spelen in poprockband Go Back to the Zoo, nadat hij de andere bandleden ontmoet had bij een concert van The Strokes en er een (muzikale) klik bleek te zijn. Hij speelde hier de basgitaar en zong soms mee. Met Go Back to the Zoo had Kroon succes met de albums Benny Blisto, Shake a Wave en Zoo en de single Electric. In 2016 veranderde de band zijn naam naar St. Tropez, omdat ze muzikaal gezien een andere weg wilden inslaan. De stijl van de band ging meer richting de punk en garagerock en Kroon werd frontman van de groep. Met St. Tropez bracht Kroon twee titelloze albums uit.
In 2019 startte hij met het project Lars and the Magic Mountain, waarbij hij de vaste voorman was en verschillende andere Nederlandse artiesten meespeelden, zoals JB Meijers, Rens Ottink en Bart van der Elst. Lars and the Magic Mountain speelde in 2020 op muziekfestival Noorderslag. Het debuutalbum van dit project was Everything Looks Good From Here uit oktober 2020.
Het project strandde mede door de coronacrisis en in 2021 nam Kroon de artiestennaam Toverberg aan, genoemd naar het boek De Toverberg van Thomas Mann uit 1924. Als Toverberg bracht hij vervolgens in november 2021 het album Happy Life uit. Net zoals zijn eerdere werk, was Happy Life in het Engels geschreven en is een mix van verschillende genres, zoals garagerock, folk, americana en country.
Na Happy Life werd er nog een wissel gemaakt; Toverberg stapte over van het Engels naar het Nederlands. Over deze stap vertelde Kroon het volgende: "Met zingen in het Nederlands kom ik dichter bij wie ik ben". Dit kwam mede door zijn opleiding als Neerlandicus en zijn affiniteit voor Nederlandstalige literatuur. De eerste Nederlandstalige single die werd uitgebracht, was Wennen in september 2022. Hierop volgend werden de singles Hartelijke groeten en titeltrack voor het aankomende album Tranen in de wind uitgebracht. Het album kwam op de markt in februari 2023. In de lyrics van de nummers op het album zijn verschillende verwijzingen naar teksten uit literatuur te vinden; zo gaat Hartelijke groeten over Maarten Biesheuvel en Vladimir Nabokov.
In het najaar van 2023 speelde Toverberg mee op het rondreizend muziekfestival Popronde. Na de Popronde was hij te zien in het voorprogramma bij de tour van Roosbeef. Hij maakte vervolgens samen met Henk Koorn zijn volgend album; De rusteloze materie. Met dit album tourde Toverberg door Nederland, spelend in onder andere Tolhuistuin en Paard.

## Discografie (albums en ep's)

### Met Go Back to the Zoo
- Go Back to the Zoo (ep, 2008)
- Benny Blisto (studioalbum, 2010)
- Shake a Wave (studioalbum, 2012)
- Zoo (studioalbum, 2014)
- Church Sessions (ep, 2014)

### Met St. Tropez
- St. Tropez (studioalbum, 2016)
- St. Tropez (studioalbum, 2018)

### Als Lars and the Magic Mountain
- Everything Looks Good From Here (studioalbum, 2020)

### Als Toverberg
- Happy Life (studioalbum, 2021)
- Tranen in de wind (studioalbum, 2023)
- De rusteloze materie (studioalbum, 2024)